# 從這開始的夏色純潔！
《從這開始的夏色純潔！》是Clochette在2015年11月27日發售的戀愛冒險類型成人遊戲。

## 故事簡介
千種由嗣所居住的時代是個競爭非常激烈的社會，各項成績都不如人的由嗣在學校中只有F級的評價。某天，學校打算讓優等生螢塚亞里香和螢塚由乃兩姐妹前往一百年前做田野調查，感到好奇的由嗣在通往過去的門關閉之前也跟著回到一百年前的晶生村。此次的行動對由嗣的人生將有重大改變。

## 登場角色
千種由嗣
作品男主角。在身處的時代過得不順遂，因而跟著螢塚姐妹來到一百年前的晶生村。後來得到了未來世界的首肯，以螢塚姐妹助手的身分留在晶生村。
螢塚亞里香（聲：あじ秋刀魚）
未來世界學校的精英，和由嗣是同班同學。和妹妹由乃為做田野調查來到一百年前的晶生村。知道由嗣在未來的評價，但並未瞧不起由嗣。
螢塚由乃（聲：くすはらゆい）
亞里香同父異母的妹妹，跟姐姐亞里香一樣是優等生。個性自由奔放且我行我素。對於由嗣感到好奇，經常捉弄由嗣。
初姬彩羽（聲：桃井莓）
晶生村的居民。個性純真且和藹可親。在由嗣來到晶生村時是第一個發現他的人。對由嗣極為親切，並讓由嗣住在自己家。
久萬里壽（聲：遙空）
晶生村村長的女兒，和彩羽是好朋友。個性文靜寡言，給人個性冷漠的感覺。實際上對人親切，一旦接受他人的請求便會完成到底。
鴫原紅緒（聲：櫻川未央）
比彩羽大一歲的青梅竹馬，家中五姐弟的長女。覺得由嗣跟村裡的男性有所不同而對他很在意。
克拉蕾塔·利特利歐（聲：鶴屋春人）
未來世界的居民。已在晶生村住了五年，負責未來與晶生村之間的聯絡。

## 主題曲
片頭曲
作詞、主唱：AiRI，作曲、編曲：宮崎京一
亞里香、彩羽片尾曲「Innocent Summer」
作詞：yozuca*，作曲：Yo-Hey，編曲：chokix，主唱：AiRI
由乃、壽片尾曲
作詞：相良心，作曲：Yo-Hey，編曲：清水永之、宮崎京一，主唱：AiRI

## 評價
《從這開始的夏色純潔！》在Getchu.com舉辦的美少女遊戲大賞2015中獲得綜合部門第16名、繪圖部門第10名。於2015年度「萌系遊戲大賞」年間排名獲得第28名。

## 外部連結
- 從這開始的夏色純潔！遊戲官網 （页面存档备份，存于）（日語）